# Regió de Los Libertadores
La Regió de Los Libertadores va ser una de les dotze regions peruanes que es van crear mitjançant la Primera iniciativa de Regionalització, entre els anys 1988 i 1992, durant el govern del President Alan García Pérez.
Aquesta regió va estar integrada per les províncies dels actuals departaments de Ica, Ayacucho i Huancavelica, més les províncies d'Andahuaylas i Chincheros, al departament d'Apurímac.
La seva bandera era probablement blanca amb la bandera de l'arc de Sant Martí al cantó; fou atribuïda a la regió de La Libertad però segurament això fou degut a una confusió.